# Samsø község
Samsø község (dánul: Samsø Kommune) Dánia 98 községének (kommune, helyi önkormányzattal rendelkező közigazgatási egység) egyike. A Midtjylland régióban található.  Lakosainak száma 3710 fő (2016).